# Wólka Radzymińska (przystanek kolejowy)
Wólka Radzymińska – nieczynny kolejowy przystanek osobowy w Wólce Radzymińskiej na nieistniejącej już linii Warszawa Wawer – Zegrze.